# Bell X-5
El Bell X-5 fue la primera aeronave capaz de cambiar el ángulo de sus alas en vuelo. Se inspiraba en el diseño del Me P.1101 de la compañía alemana Messerschmitt, aunque este diseño sólo podía ajustar sus alas en tierra. Los ingenieros de Bell crearon un sistema de motores eléctricos para poder mover las alas en vuelo.

## Diseño y desarrollo

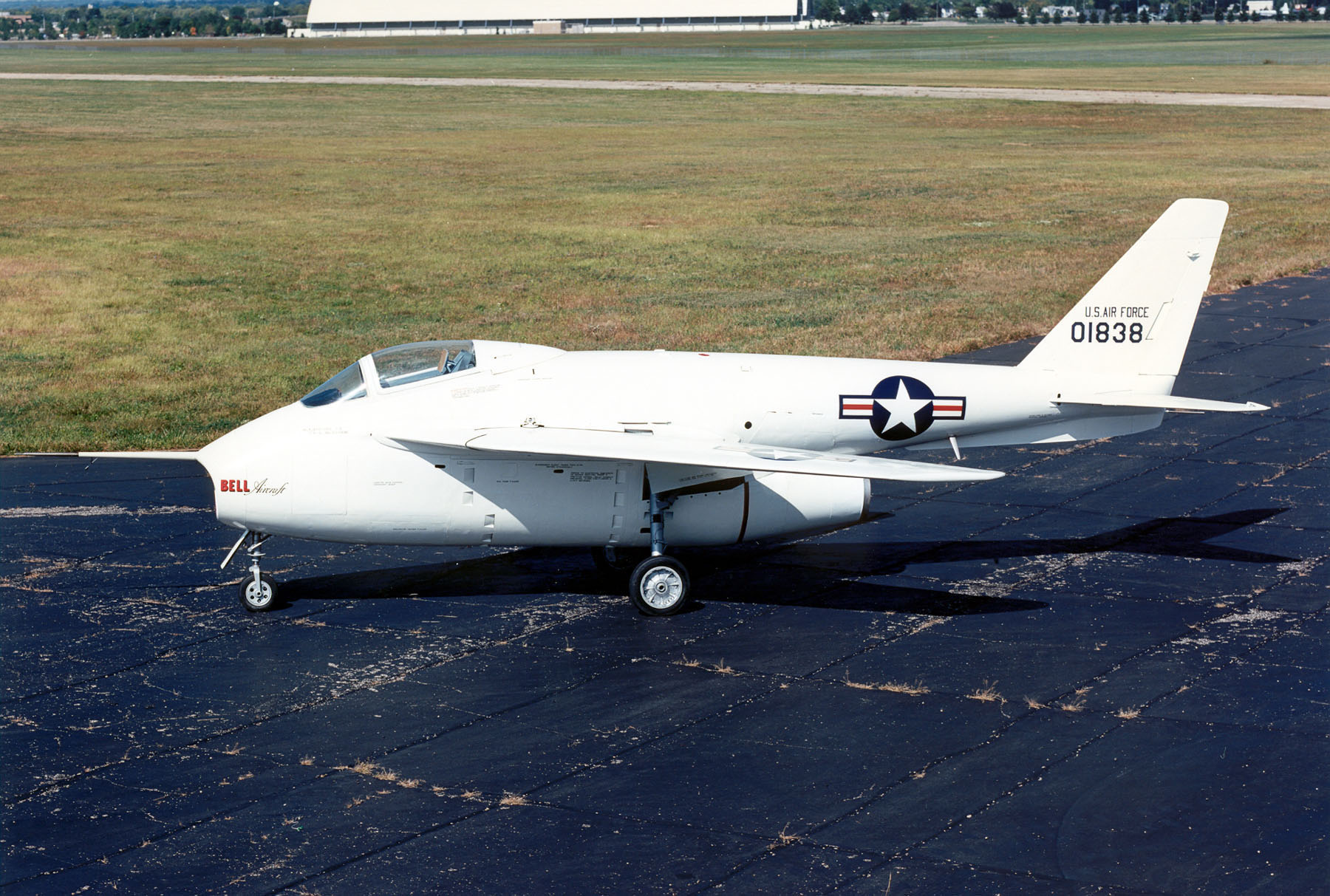
Bell X-5

El X-5 tenía tres ángulos de posición para sus alas: a 20, 30 y 60 grados. Un montaje movía la articulación a través de unos raíles cortos y se utilizaban frenos de disco para bloquear el ala en cada una de sus posiciones. El tiempo que tardaba desde la posición más cerrada a la más extendida era menor a treinta segundos. 
La articulación de la bisagra y los pivotes compensaban parcialmente los cambios del centro de gravedad y de elevación cuando las alas se movían. Sin embargo, el X-5 tenía unas características peligrosas de giro, con algunas posiciones de las alas se producían giros irrecuperables. Esto llevó a la destrucción de la segunda aeronave y a la muerte de un piloto de pruebas.
Se construyeron dos X-5, con números de serie 50-1838 y 50-1839. El primero se completó el 15 de febrero de 1951, y las dos aeronaves realizaron sus primeros vuelos el 20 de junio y el 10 de diciembre de ese año. Se realizaron casi 200 vuelos de hasta velocidades de Mach 0,9 y altitudes de 12 200 m.
El 14 de octubre de 1953, el capitán Ray Popson, de la USAF, moría en un accidente en la base Edwards durante una prueba de giros. El otro X-5 permaneció en Edwards hasta 1958, aunque su programa había finalizado en 1955.
El X-5 demostró la ventaja de las alas de geometría variable en el diseño de aeronaves con intención de volar en un amplio rango de velocidades. A pesar de los problemas de estabilidad del X-5, el concepto fue llevado con éxito en otros aviones como el F-111, el F-14 Tomcat y el bombardero B-1 Lancer.

## Operadores
Estados Unidos
- Fuerza Aérea de los Estados Unidos

## Supervivientes
En el Museo Nacional de la Fuerza Aérea de Estados Unidos se puede observar el único Bell X-5 superviviente.

## Especificaciones

### Características generales
- Tripulación: Uno (piloto)
- Longitud: 10,2 m (33,3 ft)
- Envergadura: 10,2 m (con flecha mínima)/6,5 m (con flecha 60°)
- Altura: 3,7 m (12 ft)
- Superficie alar: 16,3 m² (175 ft²)
- Peso vacío: 2880 kg (6347,5 lb)
- Peso máximo al despegue: 4536 kg (9997,3 lb)
- Planta motriz: 1× turborreactor Allison J35-A-17.
  - Empuje normal: 21,8 kN (2223 kgf; 4901 lbf) de empuje.

### Rendimiento
- Velocidad nunca excedida (Vne): 1150 km/h (715 MPH; 621 kt)
- Alcance: 1207 km (652 nmi; 750 mi)
- Techo de vuelo: 15 200 m (49 869 ft)
- Empuje/peso: 0,50:1

## Aeronaves relacionadas

### Desarrollos relacionados
- Messerschmitt P.1101
- Škoda-Kauba P14
- North American F-86 Sabre
- Grumman XF10F Jaguar
- Saab 29 Tunnan

### Secuencias de designación
- Secuencia Numérica (interna de Bell): ← 54 - 58 - 59 - 60 - 61 - 65 - 66 →
- Secuencia XS-_ (Aviones de pruebas supersónicas/especiales de las USAAF, 1946-1948): ← XS-2 - XS-3 - XS-4 - XS-5
- Secuencia X-_ (Aviones eXperimentales estadounidenses, 1941-presente): ← X-2 - X-3 - X-4 - X-5 - X-6 - X-7 - X-8 →